# Зозуля Олександр Олегович
Олекса́ндр Оле́гович Зозу́ля (нар. 11 квітня 1996) — український футболіст, захисник.

## Життєпис

### Ранні роки
Вихованець київського РВУФК та ДЮСШ донецького «Металурга». Із 2009 по 2013 рік провів у чемпіонаті ДЮФЛ 65 матчів, забивши 5 голів.

### Клубна кар'єра
У 2013—2015 роках був у заявці донецького «Металурга», у складі якого взяв участь у 41 поєдинку чемпіонату за юнацьку (U-19) команду, проте за основну команду жодного разу так і не зіграв. Із 2015 по 2016 рік виступав у чемпіонаті Кіровоградської області за «Дніпро» (Кіровоград; 7 матчів, 2 голи) й «Інгулець-2» (7 ігор) та в чемпіонаті України серед аматорів за «Інгулець-2» (2 зустрічі).
Улітку 2016 року став гравцем кропивницької «Зірки». 29 липня того ж року дебютував у молодіжній (U-21) команді кропивничан у домашньому поєдинку з луганською «Зорею». 20 листопада 2016 року дебютував у Прем'єр-лізі в домашньому матчі проти луцької «Волині», замінивши на 90-й хвилині Дмитра Фатєєва. Цей матч так і залишився єдиним для гравця за клуб. Залишив клуб у січні 2018 року

### Збірна
2011 року зіграв 4 матчі у складі юнацької збірної України U-17.

## Статистика
Статистичні дані наведено станом на 10 грудня 2016 року
| Клуб         | Ліга         | Сезон   | Чемпіонат | Чемпіонат | Кубок | Кубок | U-21 | U-21 |
| Клуб         | Ліга         | Сезон   | Ігри      | Голи      | Ігри  | Голи  | Ігри | Голи |
| ------------ | ------------ | ------- | --------- | --------- | ----- | ----- | ---- | ---- |
| «Інгулець-2» | ААФУ         | 2016    | 2         | 0         |       |       |      |      |
| «Зірка»      | Прем'єр-ліга | 2016/17 | 1         | 0         |       |       | 8    | 1    |